# Colonel DeBeers
Edward Wiskoski, meglio conosciuto con il ring name di Colonel DeBeers (Saint Joseph, 10 gennaio 1945 – Saint Joseph, 22 gennaio 2025), è stato un wrestler statunitense.
Divenne noto principalmente per il periodo trascorso nella American Wrestling Association dal 1985 al 1991, dove interpretava la gimmick heel dell'ufficiale militare sudafricano favorevole all'apartheid.

## Biografia

### Carriera nel wrestling professionistico

#### Inizi (1973-1985)
Dopo essere stato allenato da Harley Race e Lord Littlebrook, Wiskoski debutta sul ring nel 1973. Lottava principalmente nella zona di Portland (Oregon) in questo periodo. Il suo tag team con "Playboy" Buddy Rose divenne celebre sulla costa occidentale, vincendo i titoli Pacific Northwest Tag Team in multiple occasioni, e l'NWA World Tag Team Championship (San Francisco version). Wiskoski fu la inoltre campione United States Heavyweight e campione Pacific Northwest Heavyweight.
Nel 1975 vinse il titolo Central States Heavyweight e negli anni ottanta lottò in Europa. Lavorò come heel per Leroy McGuirk nell'area di Tulsa, Oklahoma, nei primi anni ottanta. All'epoca era conosciuto come "Easy" Ed Wiskoski e il suo manager era Skandor Akbar. Ebbe un feud con Tommy Gilbert e suo figlio, Eddie Gilbert. Nel 1983, entrò nella scuderia di Fred Blassie e lottò anche qualche match in WWF con il ring name "Polish Prince".
Durante una delle sue tante tournée sul Pacifico occidentale, Wiskoski adottò la gimmick di "Mega Maharishi Imed". Questo personaggio era ispirato a Bhagwan Shree Rajneesh e al suo gruppo di seguaci. Wiskoski interpretò il ruolo con convinzione, facendosi crescere la barba, indossando tuniche rosse e strambi cappelli, per assomigliare allo stesso Bhagwan. Durante questo periodo fece anche da manager a Kendo Nagasaki.

#### American Wrestling Association (1985-1991)

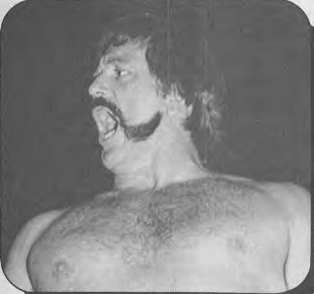
Col. DeBeers nel 1987 circa

Il periodo di maggior fama di Wiskoski fu con la gimmick del razzista Colonnello DeBeers nella American Wrestling Association (AWA), dal 1985 fino alla chiusura della compagnia alla fine del 1990. Il suo personaggio era basato su quello di un militare sudafricano pro-apartheid, che nelle interviste e nei promo spesso giocava sul sottile confine delle tensioni razziali e politiche presenti nel Sudafrica dell'epoca. Veniva presentato come proveniente da Cape Town, Sud Africa, sebbene non avesse nessun accento di provenienza che lo caratterizzasse. Non fu mai direttamente menzionato, ma il suo nome era messo in correlazione con le miniere di diamanti sudafricane di proprietà della multinazionale DeBeers Group. Il Colonnello lottò anche nella Universal Wrestling Federation di Herb Abrams e in altre federazioni della costa ovest.
Durante il suo stint nella AWA ebbe dei feud con "Big" Scott Hall e "Superfly" Jimmy Snuka nel 1986, con Sgt. Slaughter nel 1988, per breve tempo con Derrick Dukes nel 1989, e con il jobber Jake Milliman nel 1990. La rivalità tra DeBeers e Snuka fece scalpore in quanto, persino per i canoni dell'industria del wrestling dove molti personaggi erano basati su stereotipi razziali, le esternazioni dichiaratamente razziste di DeBeers risultavano scioccanti. Essenzialmente Colonel DeBeers si rifiutava di combattere contro Snuka perché lui non era di razza bianca. Dopo una serie di confronti verbali tra i due, il feud si accese quando dopo un intervento di DeBeers in un match di Snuka, egli lo fece cadere dalla cima del paletto mentre stava apprestandosi a uno dei suoi famosi voli, facendolo precipitare sul pavimento in cemento e poi colpendolo con numerosi piledriver, che causarono l'uscita di un sanguinante Snuka in barella. L'episodio portò a una serie di match tra i due.
DeBeers e Jake Milliman presero parte a uno dei match più famigerati nella storia del wrestling durante la loro permanenza nella American Wrestling Association. Negli ultimi mesi di vita della federazione, l'AWA creò le Team Challenge Series (TCS) per cercare di attirare più spettatori. Uno degli incontri delle TCS videro DeBeers e Milliman nella Great American Turkey Hunt (in italiano: "La grande caccia americana al tacchino"), un match dove l'obiettivo per vincere era essere il primo a tirare giù un tacchino crudo da un palo legato ad un angolo del ring. DeBeers fu il primo ad afferrare il tacchino, sebbene l'arbitro fosse fuori combattimento in quel momento. Milliman rubò il tacchino a DeBeers poco prima che l'arbitro si rialzasse, ottenendo così la vittoria. Nel 1988, per qualche tempo Colonel DeBeers ebbe Diamond Dallas Page come suo manager. In questo periodo, secondo la storyline, DeBeers costringeva i propri avversari a lasciare l'arena in barella.

#### Carriera successiva (1991-2003)
Mentre militava nella UWF di Herb Abrams, DeBeers restò coinvolto in altre polemiche inerenti al razzismo, questa volta riguardo all'arbitro afroamericano Larry Sampson. Dopo un match con Louie Spicolli, DeBeers tentò di aggredire Sampson prima che Iceman Parsons arrivasse in suo soccorso, dando il via a un breve feud tra i due. Egli inoltre chiese che Sampson venisse sostituito prima di un match con Billy Jack Haynes perché "non voleva che un negro arbitrasse un suo incontro". Nonostante il parere contrario di Haynes, Sampson fu sostituito da Jesse Hernandez. Dopo un altro match con Haynes, DeBeers attaccò Sampson alle spalle e lo stese con un DDT. DeBeers stava per essere sospeso per un periodo di 180 giorni a causa delle sue azioni, ma Sampson volle invece che gli venisse consentito di arbitrarlo in un match. Durante gli anni novanta, DeBeers si fece promotore delle Nazioni Ariane e della Church of Jesus Christ-Christian di Richard Butler, quando saliva sul ring.

### Morte
Wiskoski si ritirò a vivere in Arizona. Morì il 23 gennaio 2025, all'età di 80 anni.

## Titoli e riconoscimenti

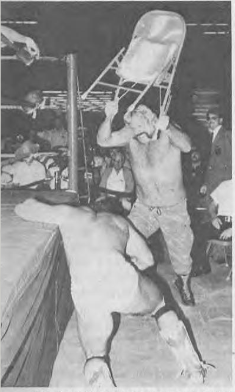
Colonel DeBeers vs Scott Hall (1986)

- Big Time Wrestling (San Francisco)
  - NWA United States Heavyweight Championship (San Francisco version) (1)[1]
  - NWA World Tag Team Championship (San Francisco version) (3) – con Buddy Rose (2)[1] e Roddy Piper (1)
- Cauliflower Alley Club
  - Men's Honoree (2004) – con Buddy Rose[1]
- Central States Wrestling
  - NWA Central States Heavyweight Championship (1)[1]
- Championship Wrestling from Florida
  - NWA Southern Heavyweight Championship (Florida version) (1)[1]
- NWA Tri-State
  - NWA Tri-State Tag Team Championship (1) – con Mike George[1]
- Pacific Northwest Wrestling / Championship Wrestling USA
  - CWUSA Television Championship (5)[1]
  - NWA Pacific Northwest Heavyweight Championship (5)[1]
  - NWA Pacific Northwest Tag Team Championship (5) – con Buddy Rose (3), Kendo Nagasaki (1) e John Rambo (1)[1]
  - NWA Pacific Northwest Television Championship (1)[1]
- Ring Around The Northwest Newsletter
  - Tag Team of the Year (1978) con Buddy Rose[8]
  - Wrestler of the Year (1978)[8]
- World Championship Wrestling (Australia)
  - NWA Austra-Asian Tag Team Championship (1) – con Larry O'Dea[1]